# Прогудня
Прогудня — річка в Українських Карпатах, у межах Міжгірського району Закарпатської області. Ліва притока Ріки (басейн Тиси). 

## Опис
Довжина 10 км, площа басейну 23,2 км². Похил річки 27 м/км. Річка гірського типу. Долина вузька і глибока, частково заліснена. Заплава здебільшого відсутня. Річище слабозвивисте. 

## Розташування
Прогудня бере початок на північний захід від села Синевир, поруч з другим (старим) Синевирським перевалом. Річка тече переважно на захід, у пониззі частково на південний захід. Впадає до Ріки на південь від центральної частини смт Міжгір'я. 